# ژاپن و هولوکاست
اگرچه ژاپن عضوی از نیروهای محور بود و در نتیجه متحد آلمان نازی، به‌طور فعال در هولوکاست شرکت نکرد. در ژاپن در طول جنگ جهانی دوم علاقه کمی به مسئله یهود وجود داشت که به عنوان یک موضوع اروپایی تلقی می‌شد. علاوه بر این، آلمان نازی ژاپن را در این مورد تحت فشار قرار نداد.

## زمینه
همچنین ببینید: هولوکاست و روابط آلمان و ژاپن
در سال ۱۹۳۶، پیمان ضد کمینترن، بین آلمان نازی و ژاپن علیه انترناسیونال کمونیست یا کمینترن، منعقد شد و اجرا شد. این پیمان توسط سفیر آلمان، یواخیم فن ریبنتروپ و سفیر ژاپن در آلمان کینتومو موشانوکوجی امضا شد. علیه اتحاد جماهیر شوروی سوسیالیستی، که مطمئناً شوروی‌ها آن را درک می‌کردند. پس از اوت ۱۹۳۹، ژاپن در نتیجه پیمان مولوتوف-ریبنتروپ از آلمان فاصله گرفت. پیمان ضد کمینترن توسط پیمان سه‌جانبه در سپتامبر ۱۹۴۰ دنبال شد، که ایالات متحده آمریکا را به عنوان تهدید اصلی به جای اتحاد جماهیر شوروی معرفی می‌کرد، اما تا دسامبر ۱۹۴۱ این پیمان نیز عملاً ناکارآمد بود. پیمان ضد کمینترن متعاقباً در نوامبر ۱۹۴۱ تمدید شد و شاهد ورود چندین عضو جدید به این پیمان بود.

### در طول جنگ جهانی دوم

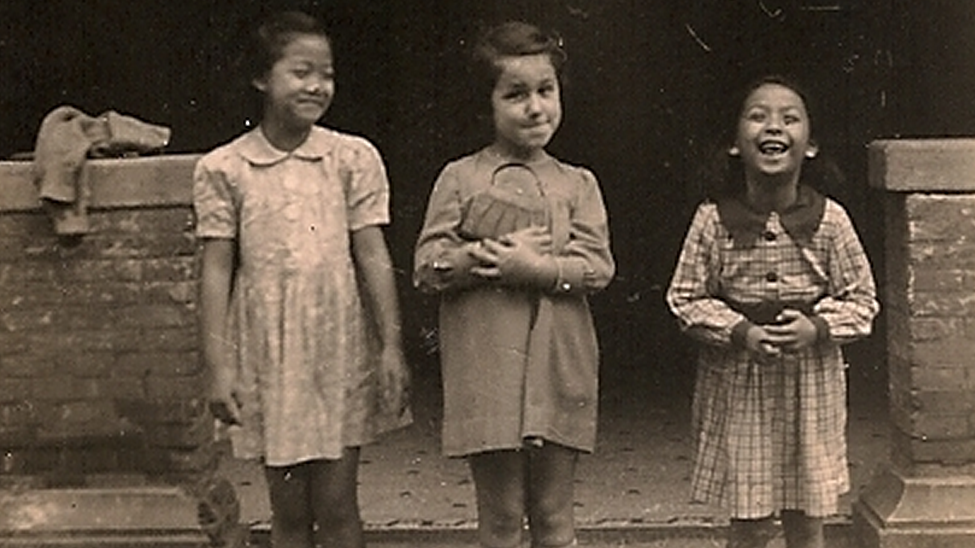
یک دختر یهودی و دوستان چینی اش در گتوی شانگهای، از مجموعه موزه پناهندگان یهودی شانگهای

در ۶ دسامبر ۱۹۳۸، دولت ژاپن تصمیمی مبنی بر ممنوعیت اخراج یهودیان در ژاپن، مانچوکوئو و بقیه چین تحت اشغال ژاپن گرفت. این امر به عنوان «غیراخلاقی» توصیف شد، که اساساً بر اساس در نظر گرفتن اجتناب از دشمنی با ایالات متحده است. حتی پس از اینکه ژاپن و ایالات متحده درگیر جنگ علیه یکدیگر شدند، بی‌طرفی دولت ژاپن در قبال یهودیان ادامه یافت.
رسانه‌های ژاپنی در مورد افزایش یهودستیزی در آلمان گزارش دادند، اما هنگامی که ژاپن به محور پیوست، اخباری که آلمان را در نور منفی قرار می‌داد، تحت سانسور قرار گرفت. در حالی که برخی از رسان‌های غربی در نهایت مطالبی را در مورد وضعیت اسفبار یهودیان در زمان جنگ منتشر کردند، این موضوع توسط رسانه‌های ژاپنی مطرح نشد. آلمان نازی نیز ژاپن را در این زمینه تحت فشار قرار نداد و دولت ژاپن علاقه ای به این موضوع نداشت که اکثر اعضای آنان مانند عموم مردم به سادگی از آن بی‌خبر بودند.
در سال ۱۹۴۱، اس‌اس - سرهنگ جوزف مایزینگر، رابط گشتاپو در سفارت آلمان در توکیو، تلاش کرد ژاپنی‌ها را تحت تأثیر قرار دهد تا حدود ۱۸۰۰۰ تا ۲۰۰۰۰ یهودی فراری از اتریش و آلمان و کسانی که در شهرک بین‌المللی شانگهای تحت اشغال ژاپن زندگی می‌کردند را نابود کنند. پیشنهادهای او شامل [[توقیف] و ایجاد اردوگاه کار اجباری در جزیره چونگمینگ در دلتای یانگ‌تسه یا گرسنگی در کشتی‌های باری در سواحل چین بود. دریاسالار ژاپنی که مسئول نظارت بر شانگهای بود، تسلیم فشار مایزینگر نشد. با این حال، ژاپنی‌ها یک محله یهودی نشین در همسایگی گتوی شانگهای ساختند که قبلاً توسط توکیو در سال ۱۹۳۹ برنامه‌ریزی شده بود: یک محله فقیر نشین با تراکم جمعیت بسیار این محله یهودی نشین به شدت توسط سربازان ژاپنی تحت فرمان کانو گویا، مقام رسمی ژاپنی، منزوی شده بود، و یهودیان تنها با اجازه خاص می‌توانستند آن را ترک کنند. حدود ۲۰۰۰ نفر از آنها در گتوی شانگهای در دوران جنگ جان باختند. با این حال، شرایط در گتو به‌طور کلی خوب توصیف شده‌است، زیرا مقامات ژاپنی بیشتر از سایر اروپاییان در شهر اشغالی علیه یهودیان تبعیض قائل نشدند. یک دیپلمات چینی در وین، هو فنگ شان، که از مافوق خود اطاعت نکرد و هزاران ویزا برای پناهندگان یهودی برای رفتن به شانگهای در سال‌های ۱۹۳۸–۱۹۳۹ صادر کرد، در نهایت عنوان درستکار در میان ملل را دریافت کرد.
در سال‌های ۱۹۴۰–۱۹۴۱، دیپلمات ژاپنی  چیئونه سوگیهارا در کنسول جمهوری شوروی سوسیالیستی لیتوانی، بیش از ۲۰۰۰ روادید ترانزیت اعطا کرد و ۶۰۰۰ پناهنده یهودی را نجات داد و به آنها اجازه داد تا لیتوانی را قبل از تسخیر آلمان‌ها ترک کنند. پس از جنگ، او به عنوان [درستکار در میان ملل]] شناخته شد، تنها شهروند ژاپنی که این افتخار را دریافت کرد.
بسیاری از دانشمندان یهودی در پروژه منهتن شرکت داشتند؛ مرون مدزینی خاطرنشان کرد که آنها با پرتاب بمب اتمی به جای آلمان مخالفتی ندارند. و اینکه "ما نمی‌دانیم که آیا دانشمندان [یهودی] می‌دانستند که ژاپن در هولوکاست دست نداشته‌است یا خیر"، همچنین مشاهده می‌کنیم که بسیاری از اطلاعات آنها در مورد ژاپن باید از پروپاگاندای تبلیغات زمان جنگ آمریکا باشد، که به دنبال این بود که " مردم ژاپن را اهریمن و غیرانسانی جلوه دهند».

## بعد از جنگ

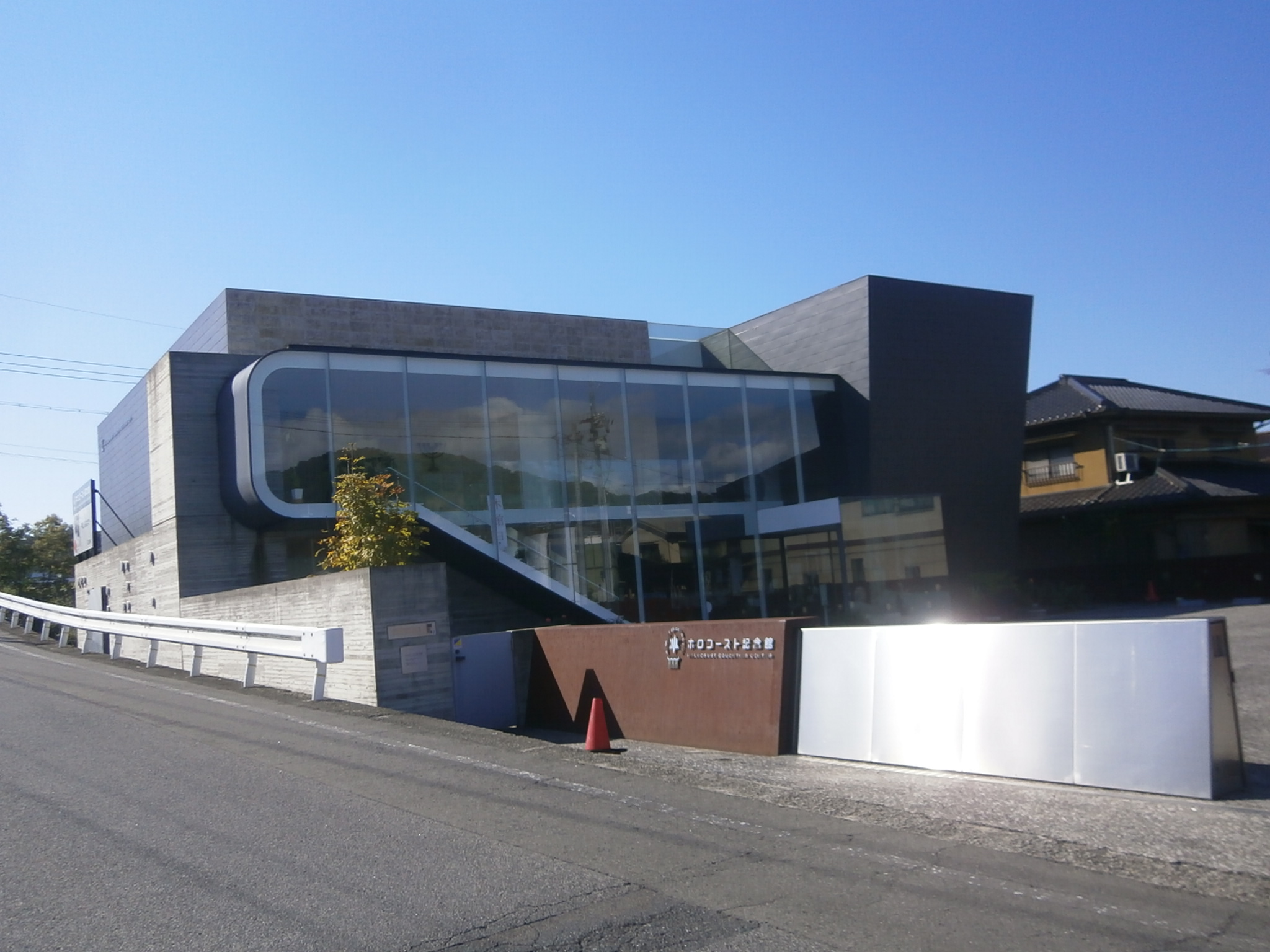
مرکز آموزش هولوکاست فوکویاما

آگاهی از هولوکاست در ژاپن بلافاصله پس از پایان جنگ افزایش نیافته‌است، زیرا نه مقام‌های ژاپنی و نه نیروهای اشغالگر ایالات متحده این موضوع را به‌ویژه مهم نمی‌دانستند. این موضوع در اوایل دهه ۱۹۵۰ تغییر کرد، زیرا این موضوع با ترجمه خاطرات یک دختر جوان که در سال ۱۹۵۲ در ژاپن منتشر شد و چندین میلیون نسخه فروخت، رایج شد. در سال ۱۹۹۵، مرکز آموزش هولوکاست فوکویاما [او]، تنها موزه اختصاصی هولوکاست در آسیا، افتتاح شد.
از سوی دیگر، دیدگاه‌های انکار هولوکاست نیز گسترش یافت، به‌ویژه از دهه ۱۹۸۰ که با آثار «ماسامی اونو» در میان دیگران رایج شد. در فوریه ۱۹۹۵، مجله‌ای به نام مارکوپولو (マルコポーロ)، ماهنامه‌ای با ۲۵۰۰۰۰ تیراژ که هدف آن مردان ژاپنی بود، مقاله‌ای در انکار هولوکاست منتشر کرد. مورد انتقاد قرار گرفت و مجله مدت کوتاهی پس از آن تعطیل شد. مقام‌های و محققان ژاپنی اغلب اردوگاه‌های بازداشت آمریکایی ژاپنی‌ها را با اردوگاه‌های کار اجباری آلمان نازی مقایسه می‌کنند، که به عنوان بخشی از تلاش برای به حداقل رساندن نقش ژاپنی‌ها به عنوان متجاوز در جنگ جهانی دوم مورد انتقاد قرار گرفته‌است.